# Cast (gruppo musicale messicano)
I Cast sono un gruppo musicale neoprogressive messicano, attivo dal 1978.
Il loro stile ricorda molto i Genesis, soprattutto grazie al massiccio uso di tastiere. La band tiene annualmente un festival progressive chiamato Baja Prog, nella Bassa California, al quale partecipano formazioni di tutto il mondo.

## Formazione

### Membri attuali
- Alfonso Vidales (tastiere)[1]
- Lupita Acuña (voce)[2]
- Roberto Izzo (violino)
- Bobby Vidales (voce)
- Carlos Humarán (basso)
- Antonio Bringas (batteria)[3]
- Claudio Cordero (chitarra elettrica)[4]

### Membri passati
- Pepe Torres (fiati)[5]
- Dino Brassea (voce, flauto)[6]
- Flavio Miranda (basso)[7]

## Discografia

### Album in studio
- Vigesimus (2021)
- Power and Outcome (2017)
- Cast Vida (2015)
- Arsis (2013)
- Art (2011)
- Originallis (2008)
- Com Unión (2007)
- Mosaique (2006)
- Pyramid of the Rain (2005)
- Nimbus (2004)
- Al-Bandaluz (2003)
- Castalia (2001)
- Legacy (2000)
- Laguna de Volcanes (2000)
- Imaginary Window (1999)
- Angels and Demons (1997)
- Endless Signs (1995)
- Four Aces (1995)
- Third Call (1993)
- Sounds of Imagination (1992)